# Pivotstatistik
Eine Pivotstatistik, auch Pivot-Größe  genannt, kurz ein Pivot, ist eine spezielle Funktion in der mathematischen Statistik. Es handelt sich um Statistiken mit bestimmten Invarianzeigenschaften, die zur Konstruktion von Konfidenzbereichen verwendet werden. Der Name leitet sich ab vom französischen pivot (deutsch Anker, hier im Sinne von Dreh- und Angelpunkt) und beruht auf den Invarianzeigenschaften.

## Definition
Gegeben sei ein statistisches Modell {\displaystyle ({\mathcal {X}},{\mathcal {A}},(P_{\vartheta })_{\vartheta \in \Theta })}
Ein Pivot ist eine Zufallsvariable {\displaystyle T(X,\vartheta )} als Funktion von der Stichprobenvariable {\displaystyle X} und {\displaystyle \vartheta }, deren Verteilung unabhängig von {\displaystyle \vartheta } ist.
Streng formell wird eine Pivotstatistik wie folgt definiert:
Gegeben seien ein Entscheidungsraum {\displaystyle (\Gamma ,{\mathcal {\mathcal {A}}}_{\Gamma })} und eine zu schätzende Funktion
{\displaystyle g\colon \Theta \to \Gamma }.
Meist ist {\displaystyle \Gamma \subset \mathbb {R} }. Dann heißt eine messbare Abbildung
{\displaystyle T\colon {\mathcal {X}}\times \Gamma \to \Gamma }
eine Pivotstatistik für {\displaystyle g}, wenn sie folgende Eigenschaften erfüllt:
- Für alle {\displaystyle B\in {\mathcal {A}}_{\Gamma }} und alle {\displaystyle \vartheta \in \Theta } ist die Menge {\displaystyle \{x\in {\mathcal {X}}\mid T(x,g(\vartheta ))\in B\}} in {\displaystyle {\mathcal {A}}} enthalten.
- Es existiert eine Wahrscheinlichkeitsverteilung {\displaystyle Q} auf {\displaystyle (\Gamma ,{\mathcal {A}}_{\Gamma })}, so dass für alle {\displaystyle \vartheta \in \Theta } stets {\displaystyle P_{\vartheta }\circ T(\cdot ,g(\vartheta ))^{-1}=Q} gilt.

## Beispiel
Gegeben sei ein festes {\displaystyle \sigma _{0}>0} und sei {\displaystyle {\mathcal {N}}(\mu ,\sigma _{0}^{2})} die Normalverteilung mit Erwartungswert {\displaystyle \mu } und Varianz {\displaystyle \sigma _{0}^{2}}. Sei {\displaystyle {\mathcal {N}}^{n}(\mu ,\sigma _{0}^{2})} das n-fache Produktmaß.
Betrachtet wird als statistisches Modell das Produktmodell {\displaystyle (\mathbb {R} ^{n},{\mathcal {B}}(\mathbb {R} ^{n}),({\mathcal {N}}^{n}(\mu ,\sigma _{0}^{2}))_{\mu \in \mathbb {R} })} bei fester Varianz und unbekanntem Erwartungswert.
Dann ist eine Pivot-Statistik gegeben durch
{\displaystyle T(X,\mu )={\frac {{\sqrt {n}}({\overline {X}}-\mu )}{\sigma _{0}}}}.
Hierbei ist
{\displaystyle {\overline {X}}={\frac {1}{n}}\sum _{i=1}^{n}X_{i}}
das Stichprobenmittel. Dass es sich um ein Pivot handelt, folgt direkt aus den Rechenregeln für normalverteilte Zufallsvariablen (siehe Invarianz der Normalverteilung gegenüber Faltung), denn es ist {\displaystyle {\overline {X}}-\mu \sim {\mathcal {N}}(0,\sigma _{0}^{2}/n)}. Durch Normierung mit der Standardabweichung {\displaystyle \sigma _{0}/{\sqrt {n}}} erhält man, dass {\displaystyle T} immer standardnormalverteilt ist, also {\displaystyle T(\cdot ,\mu )\sim {\mathcal {N}}(0,1)} für alle {\displaystyle \mu \in \mathbb {R} }.

## Konstruktion von Konfidenzbereichen mittels Pivots
Existiert eine Pivotstatistik {\displaystyle T} und ist eine Menge {\displaystyle B\in {\mathcal {A}}_{\Gamma }} gegeben, so wird durch
{\displaystyle C_{B}(x)=\{\gamma \in \Gamma \mid T(x,\gamma )\in B\}}
ein Bereichsschätzer definiert. Aufgrund der Definition des Bereichsschätzers ist dann
{\displaystyle \{x\in {\mathcal {X}}\mid g(\vartheta )\in C_{B}(x)\}=\{x\in {\mathcal {X}}\mid T(x,g(\vartheta ))\in B\}}
und somit
{\displaystyle P_{\vartheta }(\{x\in {\mathcal {X}}\mid g(\vartheta )\in C_{B}(x)\})=P_{\vartheta }(\{x\in {\mathcal {X}}\mid T(x,g(\vartheta ))\in B\})=Q(B)}
für alle {\displaystyle \vartheta \in \Theta } aufgrund der Pivoteigenschaft von {\displaystyle T}. Der Bereichsschätzer {\displaystyle C_{B}} liefert also einen Konfidenzbereich zum Konfidenzniveau {\displaystyle Q(B)}. Die Wahl der Menge {\displaystyle B} bestimmt somit Konfidenzniveau und Geometrie des Konfidenzbereiches.

## Beispiel zur Konstruktion von Konfidenzbereichen
Unter denselben Rahmenbedingungen wie im obigen Beispiel soll ein Konfidenzbereich für den Mittelwert zum Konfidenzniveau {\displaystyle 1-\alpha } bestimmt werden. Da {\displaystyle Q={\mathcal {N}}(0,1)} ist, muss zuerst eine Menge {\displaystyle B} gewählt werden, so dass
{\displaystyle Q(B)={\mathcal {N}}(0,1)(B)=1-\alpha }.
Die Wahl von {\displaystyle B} hängt im Wesentlichen von der Anwendung ab. Gängig sind einseitige Konfidenzintervalle
{\displaystyle B_{1}=[a_{1},+\infty )} oder {\displaystyle B_{2}=(-\infty ,a_{2}]}
oder zweiseitige Konfidenzintervalle
{\displaystyle B_{3}=[-a_{3},a_{3}]}.
Dabei müssen {\displaystyle a_{1},a_{2},a_{3}} nun so gewählt werden, dass {\displaystyle {\mathcal {N}}(0,1)(B_{i})=1-\alpha } für {\displaystyle i=1,2,3} ist. Dafür wählt man die passenden {\displaystyle p}-Quantile {\displaystyle u_{p}} der Standardnormalverteilung aus und erhält {\displaystyle a_{1}=u_{\alpha }} sowie {\displaystyle a_{2}=u_{1-\alpha }} und {\displaystyle a_{3}=u_{1-\alpha /2}}.
Damit ergibt sich für den Bereichsschätzer mit der Menge {\displaystyle B_{1}}
{\displaystyle {\begin{aligned}C_{B_{1}}(X)&=\{\mu \in \mathbb {R} \mid T(X,\mu )\in [u_{\alpha },+\infty )\}\\&=\left\{\mu \in \mathbb {R} \;\mid \;{\frac {{\sqrt {n}}({\overline {X}}-\mu )}{\sigma _{0}}}\geq u_{\alpha }\right\}\\&=\left\{\mu \in \mathbb {R} \mid \mu \geq {\overline {X}}-{\frac {\sigma _{0}u_{1-\alpha }}{\sqrt {n}}}\right\}\end{aligned}}},
da aufgrund der Symmetrie der Standardnormalverteilung {\displaystyle u_{1-\alpha }=-u_{\alpha }} gilt.
Als einseitiges Konfidenzintervall zum Konfidenzniveau {\displaystyle 1-\alpha } für den Erwartungswert erhält man somit
{\displaystyle C_{B_{1}}(X)=\left[{\overline {X}}-{\frac {\sigma _{0}u_{1-\alpha }}{\sqrt {n}}},+\infty \right)}.
Durch analoges Vorgehen mit den Mengen {\displaystyle B_{2}} und {\displaystyle B_{3}} erhält man als zweites einseitiges Konfidenzintervall
{\displaystyle C_{B_{2}}(X)=\left(-\infty ,{\overline {X}}+{\frac {\sigma _{0}u_{1-\alpha }}{\sqrt {n}}}\right]}
und als beidseitiges Konfidenzintervall
{\displaystyle C_{B_{3}}(X)=\left[{\overline {X}}-{\frac {\sigma _{0}}{\sqrt {n}}}u_{1-\alpha /2};{\overline {X}}+{\frac {\sigma _{0}}{\sqrt {n}}}u_{1-\alpha /2}\right]}.

## Verwandte Konzepte
Eng mit den Pivotstatistiken sind die approximativen Pivotstatistiken verwandt. Sie dienen der Konstruktion von approximativen Konfidenzbereichen und beruhen auf Grenzwertbetrachtungen.